# Niambia truncata
Niambia truncata är en kräftdjursart som först beskrevs av Brandt 1833.  Niambia truncata ingår i släktet Niambia och familjen myrbogråsuggor. Inga underarter finns listade i Catalogue of Life.